# Міжнародна взаємодопомога
Фонд «Міжнародна взаємодопомога» (англ. Share International Foundation) — благодійна громадська організація, асоціативний член Департаменту громадської інформації ООН. Цей фонд, заснований шотландским художником-езотериком Бенджаміном Кремом, з головними офісами в Лондоні, Амстердамі, Токіо і Лос-Анджелесі видає журнал «Міжнародна взаємодопомога» (Share International), який розповсюджується більш ніж в 70-ти країнах світу, пропонуючи читачам свої погляди в області психології, етики, світової економіки і міжнародної політики. Журнал «Міжнародна взаємодопомога» стверджує, що духовний вчитель по імені Майтрейя, Всесвітній Вчитель, живе і активно працює в світі звичайних людей.

## Світогляд, методи та основи
Журнал «Міжнародна взаємодопомога» стверджує, що прихід Майтрейї (на санскриті це ім'я означає «Доброзичливий») здійснює не тільки буддійські пророцтва про появу майбутнього вчителя за іменем Майтрейя, але також пророцтва багатьох інших світових релігій: в тому числі християнства (друге пришестя Христа), індуїзму (втілення Калки Аватара), ісламу (поява Імама Махді), юдаїзму (прихід Месії) та інших традицій. Бенджамін Крем стверджує, що свідомість Майтрейї проявлялас×ь (шляхом телепатії) через Ісуса з Назарету 2000 років тому, що Майтрейя увесь цей час жив у Гімалаях в особливій резиденції, а в 1977 році спустився зі своєї гірської резиденції і прибув літаком у Лондон. Місцем проживання він обрав індо-пакистанську громаду Лондона в районі провулка Брік. Він жив і працював у Лондоні під виглядом звичайної людини, його справжній статус відомий небагатьом. Майтрейя приступав до громадської діяльності поступово, щоб не зазіхати на свободу волі людства. Журналістів запрошували знайти Майтрейю в районі провулка Брік, але вони не змогли цього зробити. За заявами Бенджаміна Крему, Майтрейя сприяв закінченням холодної війни, об'єднання Німеччини і падіння апартеїда Південної Африки. Журнал «Міжнародна взаємодопомога» стверджує, що Майтрейя чудесним чином з'являвся перед християнським зборами з 6000 чоловік у передмістях Найробі, Кенія, 11 червня 1988. Ця подія була широко оприлюднена ЗМІ, в тому числі і Сі-ен-ен, разом з фотографіями людини, схожого на Ісуса Христа. Журнал стверджує, що з 1988 по 2002 рік Майтрейя з'являвся перед зборами ортодоксальних релігійних груп у всьому світі. Він звертався до присутніх на їх рідній мові з короткою промовою, і віруючі різних конфесій визнавали в ньому свого довгоочікуваного Вчителя. Крім того, Майтрейя створював джерела цілющої води поблизу тих місць, де з'являвся віруючим. Ці цілющі джерела у Німеччині, Індії і Мексиці привернули мільйони відвідувачів.

### День Декларації Майтрейї
Бенджамін Крем стверджує, що коли настане «День Декларації», Майтрейя виступить через міжнародні телевізійні мережі, з'єднані через супутники зв'язку. Кожен, хто буде дивитися на екран, побачить його обличчя. В цей час Майтрейя встановить телепатичний зв'язок з усім людством одночасно. Він не буде говорити, але кожна людина внутрішньо почує його послання на своїй рідній мові, про те, як перетворити і врятувати наш світ. Відбудеться небувалий вилив енергії любові і одночасно відбудуться сотні тисяч чудових зцілень. Так людство отримає доказ того, що Майтрейя — Всесвітній Вчитель.

### Головні завдання Майтрейї в уявленнях Міжнародної взаємодопомоги
«Міжнародна взаємодопомога» стверджує, що Майтрейя — не релігійний лідер і прибув не для того, щоб заснувати нову релігію, Він Вчитель і радник для всіх людей, віруючих і не віруючих. В умовах нинішній політичній, економічній і громадській кризи, Майтрейя надихне людство усвідомити себе єдиною сім'єю народів і створити цивілізацію, засновану на міжнародній взаємодопомоги, економічної і громадської справедливості, на загальному співробітництві. Про першочергові завдання Майтрейї «Міжнародна взаємодопомога» говорить наступне: в День Декларації Майтрейя закличе народи всього світу до активних дій, щоб врятувати мільярд людей, голодуючих у нашому світі, світі що має надлишок продовольства. Майтрейя порекомендує змінити суспільні пріоритети так, щоб достатні живлення, житло, освіта і медичне обслуговування стали гарантованим правом кожної людини.

### Журнал і організація «Міжнародна взаємодопомога»
У журналі «Міжнародна взаємодопомога» Бенджамін Крем публікує багато статей, які, по його твердженнями, диктує йому Майстер Мудрості, просвітлене істота, яка вже завершила розвиток свідомості на нашій планеті, і тому не зобов'язана втілюватися в людське тіло (то ж саме відноситься до Майтрейе, який, як стверджують, з'являвся перед людьми в найрізноманітніших тілах). Журнал публікує безліч листів з фотографіями і описами чудес, пережитих свідками цих чудес, які надсилають в журнал свої листи та фотографії з різних країн мира. У журналі «Міжнародна взаємодопомога» говорилося, що в квітні 1988 року співробітник Майтрейї почав регулярно зустрічатися з двома журналістами, передаючи їм настанови Майтрейї і передбачення світових подій. Ці передбачення охопили широке коло тем, включаючи політичні події, стихійні лиха, великі наукові досягнення і чудеса. У тому числі був передбачений крах світового фондового ринку, який, згідно з пророцтвом, почався з Японії. Йдеться, що ці передбачення давалися насамперед для того, щоб проілюструвати один з найважливіших законів, керуючих нашими життями — закон Причини і слідства, також відомий, як закон карми. Розуміючи і діючи у відповідності з цим законом, ми можемо подолати нинішню громадську, політичну, економічну і екологічну кризу. Ця інформація передавалася у розпорядження міжнародної преси, а також публікувалася в журналі «Міжнародна взаємодопомога». Майтрейя успішно пророкував важливі і несподівані міжнародні події, за тиждень, за місяць і за роки до того, як вони дійсно відбувалися, в тому числі: закінчення холодної війни, об'єднання Німеччини, відставку Маргарет Тетчер, звільнення Нельсона Мандели, закінчення апартеїда Південній Африці, і великі досягнення в близькосхідному мирному процесі. Щоб переконатися в цьому, необхідно порівняти попередні випуски журналу «Міжнародна взаємодопомога» з історичними подіями, що відбулися пізніше. Ці передбачення зібрані воєдино і опубліковані в книзі Бенджаміна Крему «Місія Майтреї, тому 2».

### Ідентифікація Радж Патела як Майтрейї
Бенджамін Крем не раз заявляв, що Майтрейя прибув на літаку в Лондон в 1977 році і буде виступати на телебаченні США з закликом про порятунок голодуючих у всьому світі і про необхідність реформи світової економічної системи. 14 січня 2010 року Бенджамін Крем заявив, що Майтрейя вже виступив у найбільшої телевізійної мережі США, і надалі буде виступати на телебаченні США і інших країн, не називаючи себе Майтрейей, а представляючись пересічним іменем. Незабаром після цього прихильники (а також противники) Бенджаміна Крему визначили, що цими ознаками відповідає американський академік Радж Пател, який чотири рази виступав на захист голодуючих на телебаченні США, 12 і 13 січня 2010 року, в тому числі в найбільшої телевізійної мережі США на телешоу Кольберт (Colbert). Пізніше на прямі запитання ЗМІ: «Ви Месія? Ви Майтрейя? Ви — Всесвітній Вчитель?» Радж Пател відповідав негативно. Втім, Бенджамін Крем передбачав, що Майтрейя буде заперечувати свій статус Світового Вчителя до самого Дня Декларації. Коли запитання про академіка Радж Пателе ЗМІ стали ставити Бенджаміну Крему, той або відповідав негативно, або ухилявся від прямої відповіді.

## См. також
- Бенджамін Крем
- Радж Пател
- Шамбала